# Банковский переулок (Санкт-Петербург)
Ба́нковский переу́лок — переулок в Центральном районе Санкт-Петербурга. Проходит от набережной канала Грибоедова до Садовой улицы.

## История
Современное название известно с 1821 года. Дано по Ассигнационному Государственному банку (дом № 2).

С 1836 по 1846 год — Банковый переулок.

## Объекты
- Дом № 2 — Санкт-Петербургский государственный университет экономики и финансов.
- Дом № 3 — Малый Гостиный двор (Железо-Красочные ряды), 1881—1912 гг., арх-ры А. С. Лыткин, А. В. Иванов, Г. Г. фон Голи, В. Соколов, Н. И. Котович и др.  7830915004
- Дом № 6 — лавки торгового дома «Наследники П. Т. Иванова», кон. XVIII — нач. XIX вв., 1914 г., гражд. инж. В. И. Бахминский.  7830915005